# Asti (wijn)

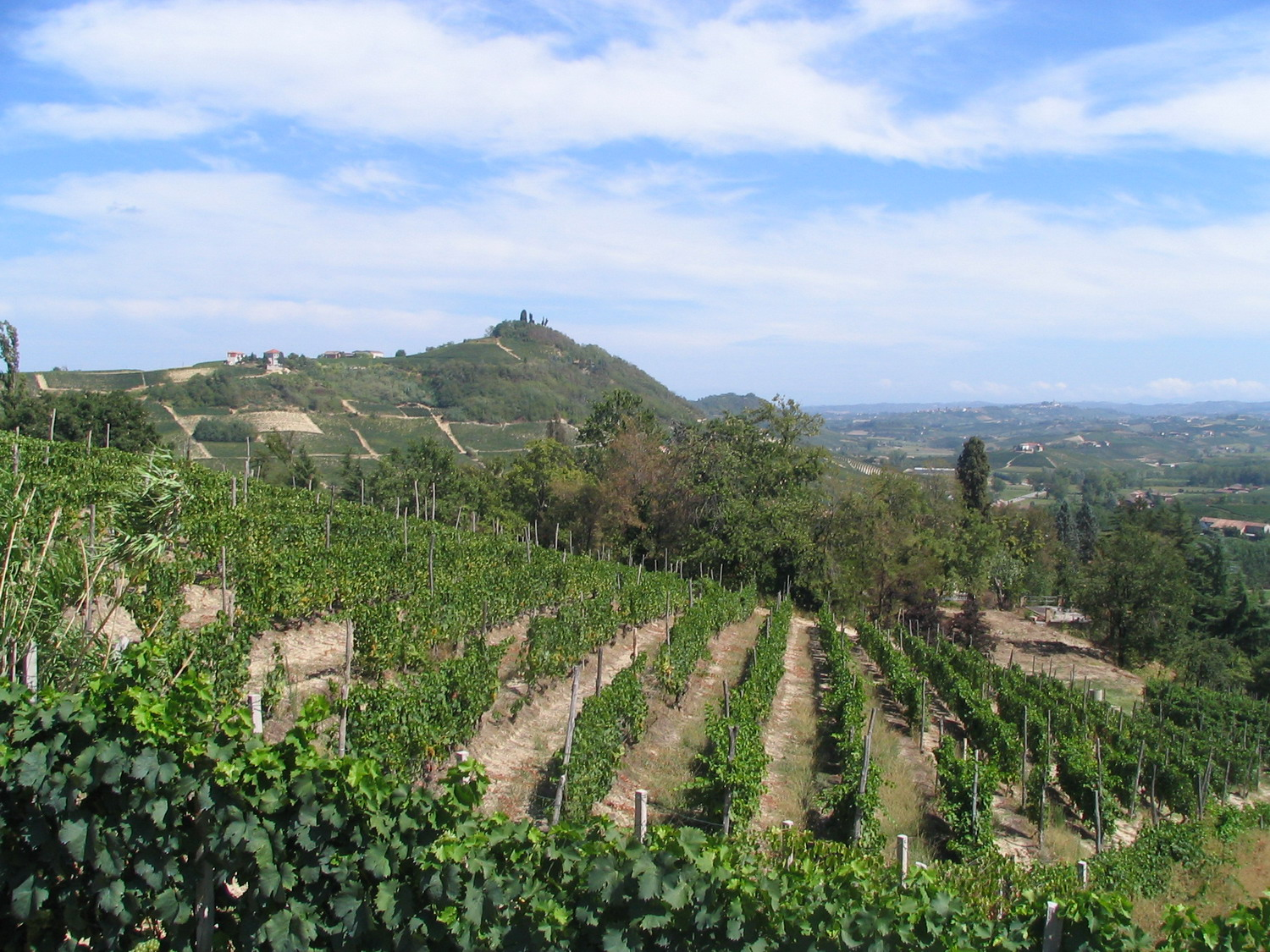
Wijngaarden in de streek

Asti of Asti spumante is een witte, aromatische, mousserende wijn uit Piëmont. De wijnen die onder deze DOCG vallen zijn zeer populair en is de tweede meest geproduceerde wijn van Italië. De wijn dient jong gedronken te worden en op een temperatuur van 6-8 graden. De wijn wordt gemaakt van de Moscato bianco, ook wel Muscat blanc à petits grains geheten.
Asti wordt geproduceerd in 52 gemeenten in de provincies Asti, Cuneo en Alessandria.

## Kwaliteitsaanduiding
Asti ontving in 1993 de DOCG-status. Onder deze kwaliteitsaanduiding vallen twee wijnen:
- Asti of Asti spumante
- Moscato D'Asti

Het verschil tussen beide wijnen is de sterkere mousse van de Asti en het hogere alcoholgehalte. De Asti is ook iets minder zoet dan de Moscato d'Asti.